# Alto Paraíso (Paraná)
Pour les articles homonymes, voir Alto Paraíso.
Alto Paraíso est une municipalité brésilienne située dans l'État du Paraná.